# 8 canzoni
| Recensione       | Giudizio |
| ---------------- | -------- |
| Libera la Musica |          |

8 canzoni è il nono album in studio del gruppo musicale italiano Modà, pubblicato il 14 febbraio 2025 dall'etichetta Warner Music Italy.
L'album contiene i brani Lasciami e Non ti dimentico, con cui il gruppo ha gareggiato rispettivamente al 73º Festival di Sanremo, classificandosi all'undicesimo posto, e al 75º Festival di Sanremo, classificandosi al ventiduesimo posto.

## Descrizione
Il progetto discografico si compone di otto tracce, scritte dallo stesso Kekko Silvestre con la collaborazione di autori e produttori, tra cui Enrico "Kikko" Palmosi.

## Tracce
Testi e musiche di Francesco Silvestre, eccetto dove indicato.
1. Non ti dimentico – 3:25
2. Come hai sempre fatto – 3:57
3. Il foglietto col tuo nome – 3:46 (testo: Francesco Silvestre – musica: Francesco Silvestre, Enrico Palmosi, Francesca Cannito, Francesca Profeta, Lorenzo Borneo, Roberta Malavolti)
4. Forse – 3:55
5. Lasciami – 3:39 (testo: Francesco Silvestre – musica: Francesco Silvestre, Enrico Palmosi, Francesca Cannito, Francesca Profeta, Lorenzo Borneo, Roberta Malavolti)
6. Sei sempre meraviglia – 4:06
7. Vivo da Re – 3:35
8. Cash – 4:25

## Classifiche
| Classifica (2025) | Posizione massima |
| ----------------- | ----------------- |
| Italia            | 6                 |